# August Derleth
 (mars 2021).
Œuvres principales
- Sac Prairie Saga
- Le Masque de Cthulhu

August William Derleth, né le 24 février 1909 à Sauk City dans le Wisconsin et mort le 4 juillet 1971 dans la même ville, est un écrivain et anthologiste américain. Bien qu'il soit surtout connu pour avoir été le premier à publier les écrits de H. P. Lovecraft et pour ses propres contributions au Mythe de Cthulhu, Derleth est également un écrivain régionaliste notable. Il produit par ailleurs de la fiction historique, de la poésie, des romans policiers, de la science-fiction et des biographies.
Titulaire de la Bourse Guggenheim en 1938, Derleth considère la Sac Prairie Saga comme son travail le plus sérieux ; il s'agit d'une série de fictions, fictions historiques et de travaux naturalistes destinés à saisir la vie dans le Wisconsin telle qu'il la connaît.

## La jeunesse d'August Derleth
Fils de William Julius Derleth et de Rose Louise Volk, August Derleth est né et a vécu les premières années de son enfance et de son adolescence à Sauk City, dans l'État du Wisconsin. Écrivain précoce et doué, il voit sa première nouvelle publiée dans le magazine de science-fiction Weird Tales en 1925, alors qu'il n'a que 16 ans. Il obtient son diplôme de littérature, délivré par l'Université du Wisconsin, en 1930, à la suite de quoi il travaille brièvement pour le magazine de science-fiction Mystic Magazine, dont il est le rédacteur en chef pendant quelques mois.

## Derleth et Lovecraft
Contemporain du « Maître de Providence », la première rencontre entre Derleth et Lovecraft est épistolaire (ils ne se rencontrent d'ailleurs jamais physiquement). En 1926, Derleth, alors âgé de 17 ans, envoie une lettre à Lovecraft, dans le simple but de lui demander un renseignement concernant la manière d'aborder un récit fantastique. Cette première correspondance constitue le point de départ d'une longue amitié qui dura 12 ans, jusqu'à la mort de Lovecraft. Ce dernier (qui surnommait affectueusement Derleth « le gamin ») fit même apparaître son correspondant, sous forme de clin d'œil dans plusieurs de ses nouvelles sous l'identité du Comte d'Erlette, gentilhomme français du XVIIIe siècle (Derleth avait, semble-t-il, une lointaine ascendance française), auteur d'un des grimoires blasphématoires du Mythe de Cthulhu : le sinistre Culte des Goules. Mais il avait aussi en tête un projet dont il avait dressé le plan : une série comprenant cinquante romans qui retraceraient la vie de sa région depuis 1800, à la manière de la Comédie humaine d'Honoré de Balzac ou de À la recherche du temps perdu de Marcel Proust. Il l'a plus ou moins réalisé, d'une autre manière.
Pendant toutes ces années, August Derleth gagne sa vie comme enseignant (il est membre du  comité directeur et de la « Parent-Teacher Association » — organisme typiquement anglo-américain regroupant les enseignants et parents d'élèves — du lycée de Sauk City), nouvelliste, romancier et animateur de séminaires d'écriture. Il collabore régulièrement à Weird Tales et sert même de médiateur entre Farnsworth Wright (en), le rédacteur en chef du magazine et Lovecraft, qui ne s'appréciaient guère, Wright refusant de publier les nouvelles de Lovecraft qu'il jugeait en inadéquation avec la ligne éditoriale du magazine. C'est notamment grâce à l'intervention de Derleth que ce dernier publie La Maison de la sorcière en 1933. Durant tout ce temps, la production littéraire de Derleth s'oriente essentiellement vers le fantastique, tout en commençant à se tourner vers l'écriture de polars.

## Arkham House

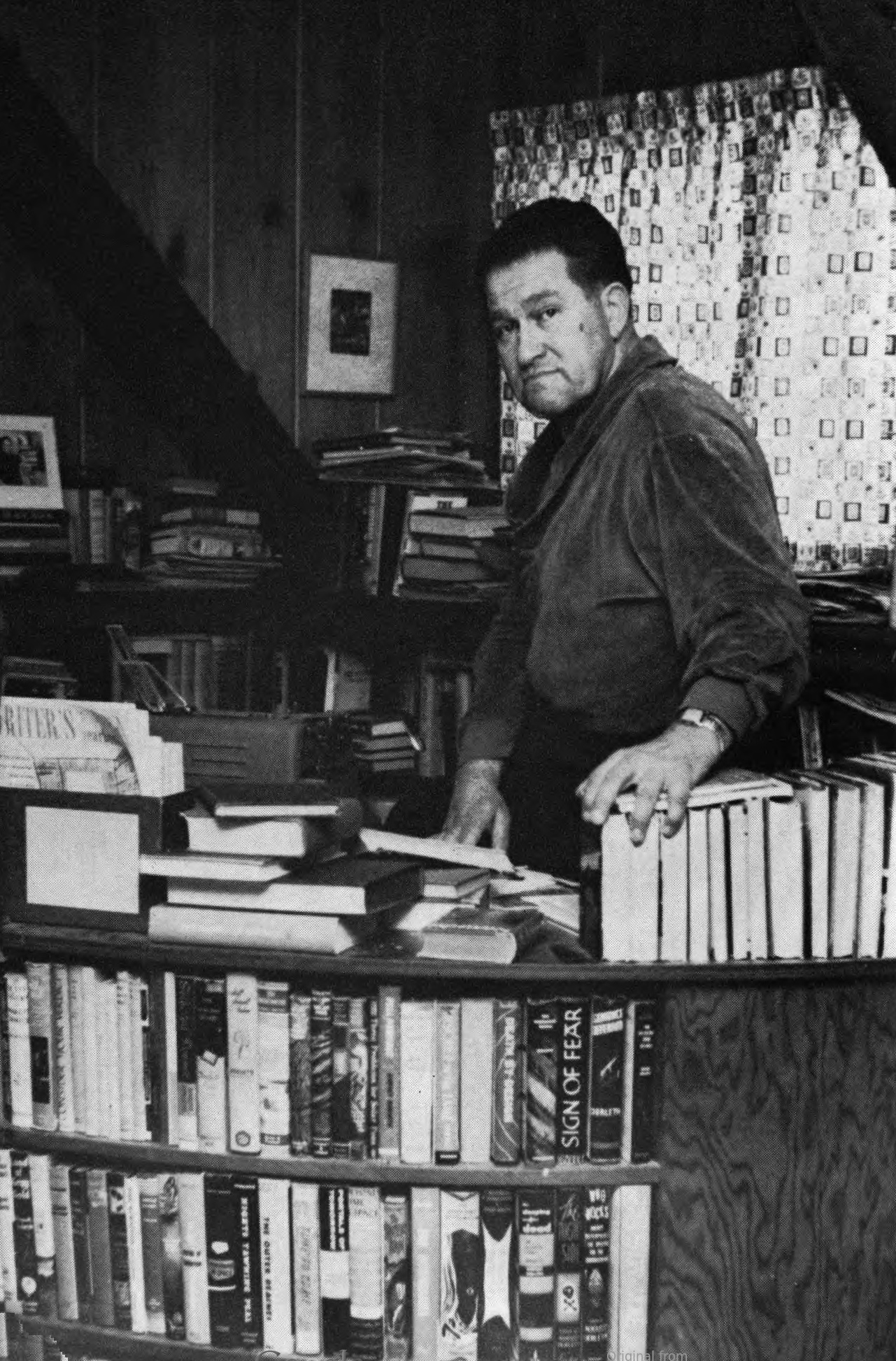
August Derleth dans sa bibliothèque, 1962.

La mort de Lovecraft affecte énormément Derleth, qui estime de son devoir de faire connaître au plus grand nombre l'œuvre du « maître de Providence ». Après avoir récupéré des monceaux de manuscrits incomplets, de textes inachevés et de notes de travail de Lovecraft auprès de Robert H. Barlow, son exécuteur littéraire, il fonde, en collaboration avec Donald Wandrei (en), la maison d'édition Arkham House en 1939, consacrée à l'œuvre de HPL. Dès lors, Derleth se pose comme le continuateur de Lovecraft, développant la cosmogonie de ce dernier, achevant les histoires incomplètes que ce dernier avait laissées derrière lui. En 1939, Arkham House publie son premier recueil lovecraftien, The Outsider and Others, puis, en 1941, Someone in the Dark (en), une série de contes et de nouvelles écrites par Derleth à partir de notes fragmentaires de Lovecraft. Une partie des textes de ces deux ouvrages est traduite en français et publiée sous le titre Le rôdeur devant le seuil. En 1943 paraît Beyond the Wall of Sleep qui contient entre autres les deux courts romans La Quête onirique de Kadath l'inconnue et L'Affaire Charles Dexter Ward, puis en 1949, Something About Cats and Other Pieces (en), un recueil d'essais sur divers sujets. Enfin, à partir de 1965, il entreprend la publication des Selected Letters de Lovecraft en cinq volumes, dont il ne voit pas la fin.
Dans le même temps, plusieurs dizaines d'anthologies, de pastiches et de recueils sont produites par Arkham House. La plupart sont traduites en français et publiées chez Presses Pocket sous les titres suivants : Le Masque de Cthulhu (1958), La Trace de Cthulhu (1962), L'Ombre venue de l'espace (1971), L'Amulette Tibétaine (1985) et Le Fantôme du Lac (1987). Derleth, par respect envers Lovecraft qualifiait les histoires contenues dans ces recueils de « collaborations posthumes », même s'il en était l'unique auteur. Soucieux de perpétuer le Mythe et de lui offrir une nouvelle jeunesse, il encouragea le jeune écrivain anglais Ramsey Campbell à publier L'Habitant du Lac (un recueil de nouvelles) en 1964. Puis, en 1971, c'est au tour de Brian Lumley (britannique lui aussi) de contribuer à l'enrichissement du Mythe grâce au cycle de Titus Crow (publié en France en deux volumes : l'Invincible Cthulhu et l'Abominable Cthulhu. 
La plupart de ces textes (ainsi que d'autres, restés inédits en français) sont ensuite compilés dans les trois tomes de L'anthologie Lovecraft, publiée chez Bouquins, sous la direction de Francis Lacassin, à l'exception du cycle de Titus Crow de Lumley, publié chez Fleuve noir.

## Les apports contradictoires de Derleth au Mythe de Cthulhu
Créateur de l'expression Mythe de Cthulhu, Derleth contribue à ouvrir de nouvelles perspectives pour ce dernier. Toutefois, l'œuvre de Derleth, marquée par son essence fondamentalement chrétienne, s'éloigne des aspects purement matérialistes et athées développés par Lovecraft. L'un des apports les plus contestés de Derleth est son obsession à vouloir créer un panthéon de divinités bénéfiques ayant autrefois vaincu les Grands Anciens, et disposées à aider l'humanité face aux horreurs d'outre-espace. Indéniablement, la présence chez Derleth de ces « anges gardiens » contribue à tuer une partie de l'horreur primordiale inspirée par les allusions macabres à la destruction finale et inéluctable de l'humanité.  Conséquemment, de nombreux critiques reprochent à Derleth d'avoir amoindri la portée de la vision cosmique lovecraftienne en la replaçant dans un contexte manichéen d'opposition du bien et du mal, résolument étranger à l'œuvre du « maître de Providence ». En outre, des réserves sont émises quant à l'intérêt littéraire des apports de Derleth ; George W. Barlow en parle ainsi d'un « pisse-copie sans génie (ni même talent) » dans le numéro 269 de Fiction (mai 1976).
Parmi les inventions de Derleth, on compte Hastur (Celui Qu'on Ne Peut Nommer), Lloigor, Ithaqua (Le Marcheur du Vent), le peuple Tcho-Tcho ou encore le professeur Laban Shrewsbury.

## Derleth, l'écrivain
Outre son  continuateur et le pasticheur de Lovecraft, le prolifique écrivain Derleth publie au cours de sa vie près de 150 nouvelles et articles, et pas moins de 100 romans, dont une grande partie reste inédite en français. Les domaines qu'aborde Derleth sont vastes : fantastique, bien sûr, mais aussi policier, philosophie, poésie, science-fiction ou encore essais sociologiques. Il produisit également des contes pour enfants et des introductions pour quelques collections de bandes dessinées américaines comme Buster Brown ou Katzenjammer Kids (Pim, Pam, Poum, en français). 
Sa création personnelle la plus connue reste le personnage de Solar Pons, détective privé britannique, pastiche de Sherlock Holmes (Derleth entretient par ailleurs dans sa jeunesse une courte correspondance avec Arthur Conan Doyle) que Pons rencontre parfois lors de pastiches et d'épisodes crossover. Plusieurs nouvelles et romans mettant en scène ce personnage sont publiées sous les pseudonymes de Stephen Grendon, Kenyon Holmes ou encore Tally Mason.
Dans ses œuvres les plus personnelles, il faudrait aussi retenir une série de romans à caractère autobiographique situés dans son Wisconsin natal, dont les premières ébauches ont suscité l'admiration de Lovecraft. Parmi ceux-ci, Place of Hawks (1935) ou Evening in Spring (1941).
Après sa mort, ses notes, textes et autres ébauches sont offertes à la Wisconsin Historical Society de Madison.

## Œuvres

### Nouvelles

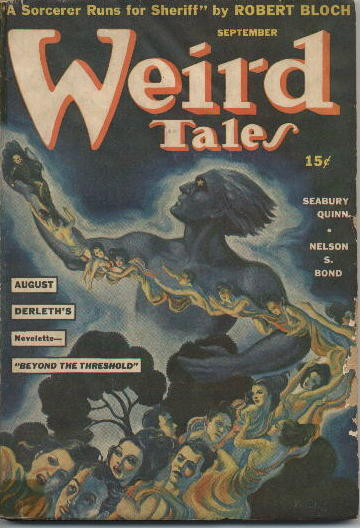
Couverture de Weird Tales, septembre 1941.

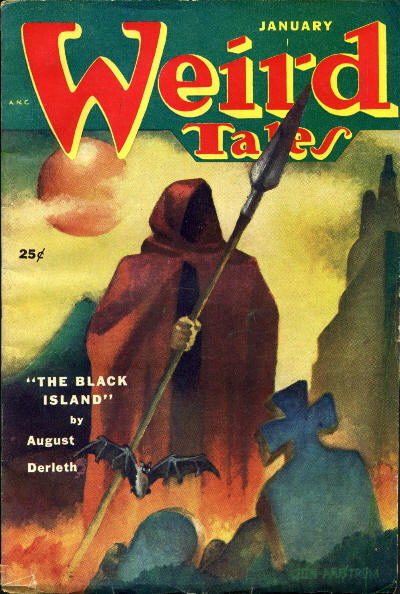
Couverture de Weird Tales, janvier 1952.

- The Lurker at the Threshold - Billington's Wood (s.d.), avec H.P. Lovecraft
- The Gorge Beyond Salapunco (s.d.), avec H.P. Lovecraft
- The House of Curwen Street (s.d.), avec H.P. Lovecraft
- The Lurker at the Threshold - Manuscript of Stephen Bates (s.d.), avec H.P. Lovecraft
- The Lurker at the Threshold - Narrative of Winfield Phillips (s.d.), avec H.P. Lovecraft
- Bat's Belfry (1926)
- The Coffin of Lissa (1926)
- The Devil's Pay (1926)
- The Elixir of Life (1926), avec Marc R. Schorer
- The Marmoset (1926), avec Marc R. Schorer
- The Black Castle (1927), avec Marc R. Schorer
- The Night Rider (1927)
- The River (1927)
- The Sleepers (1927)
- The Turret Room (1927)
- The Conradi Affair (1928), avec Carl W. Ganzlin
- The Owl on the Moor (1928), avec Marc R. Schorer
- The Philosophers' Stone (1928)
- Riders in the Sky (1928), avec Marc R. Schorer
- The Statement of Justin Parker (1928)
- The Tenant at Number Seven (1928)
- The Tenant (1928)
- The Three-Storied House (1928)
- Melodie in E Minor (1929)
- The Adventure of the Broken Chessman (1929) Publié en français sous le titre L'Aventure du joueur d'échecs, dans le recueil Enquêtes de Solar Pons, Lyon, Les Moutons électriques, coll. « La Bibliothèque voltaïque » no 18, 2011
- The Deserted Garden (1929)
- A Dinner at Imola (1929)
- He Shall Come (1929)
- The House on the Highway (1929)
- The Inheritors (1929)
- An Occurrence in an Antique Shop (1929)
- Old Mark (1929)
- Scarlatti's Bottle (1929)
- Just a Song at Twilight (1930)
- Across the Hall (1930)
- The Lilac Bush (1930)
- A Matter of Sight (1930)
- Mrs. Bentley's Daughter (1930)
- The Pacer (1930), avec Marc R. Schorer
- The Portrait (1930)
- The Whistler (1930)
- The Bridge of Sighs (1931)
- The Captain Is Afraid (1931)
- Prince Borgia's Mass (1931)
- The Bishop Sees Through (1932)
- In the Left Wing (1932), avec Mark Schorer
- The Lair of the Star-Spawn (1932), avec Mark Schorer
- Laughter in the Night (1932), avec Mark Schorer
- Red Hands (1932), avec Mark Schorer
- The Shadow on the Sky (1932) Publié en français sous le titre Le Tertre du gibet dans le recueil L'Amulette tibétaine, Paris, NéO, coll. « Fantastique, science-fiction, aventure » no 137, 1985
- The Sheraton Mirror (1932)
- Those Who Seek (1932)
- Birkett's Twelfth Corpse (1933)
- The Carven Image (1933), avec Mark Schorer
- An Elegy for Mr. Danielson (1933)
- Nellie Foster (1933)
- The Return of Andrew Bentley (1933), avec Mark Schorer
- The Thing that Walked on the Wind (1933)
- The Vanishing of Simmons (1933)
- The White Moth (1933)
- A Cloak From Messer Lando (1934)
- Colonel Markesan (1934), avec Mark Schorer
- Feigman's Beard (1934)
- A Matter of Faith (1934), avec Mark Schorer
- The Metronome (1934)
- Wild Grapes (1934) Publié en français sous le titre Vignes sauvages dans le recueil L'Amulette tibétaine, Paris, NéO, coll. « Fantastique, science-fiction, aventure » no 137, 1985
- Mr. Berbeck Had a Dream (1935)
- Muggridge's Aunt (1935)
- Death Holds the Post (1936), avec Mark Schorer
- Lesandro's Familiar (1936)
- The Return of Sarah Purcell (1936) Publié en français sous le titre Le Retour de Sarah dans le recueil L'Amulette tibétaine, Paris, NéO, coll. « Fantastique, science-fiction, aventure » no 137, 1985
- The Satin Mask (1936)
- The Telephone in the Library (1936)
- They Shall Rise (1936), avec Mark Schorer Publié en français sous le titre Ils ressusciteront dans le recueil L'Amulette tibétaine, Paris, NéO, coll. « Fantastique, science-fiction, aventure » no 137, 1985
- The Woman at Loon Point (1936), avec Mark Schorer
- Glory Hand (1937) Publié en français sous le titre L'Amulette tibétaine dans le recueil La Main de gloire, Paris, NéO, coll. « Fantastique, science-fiction, aventure » no 137, 1985
- McGovern's Obsession (1937) Publié en français sous le titre L'Obsession de McGovern dans le recueil L'Amulette tibétaine, Paris, NéO, coll. « Fantastique, science-fiction, aventure » no 137, 1985
- The Panelled Room (1937)
- The Shuttered House (1937)
- The Wind from the River (1937) Publié en français sous le titre Le Vent de la rivière dans le recueil L'Amulette tibétaine, Paris, NéO, coll. « Fantastique, science-fiction, aventure » no 137, 1985
- Three Gentlemen in Black (1938) Publié en français sous le titre Trois messieurs vêtus de noir dans le recueil L'Amulette tibétaine, Paris, NéO, coll. « Fantastique, science-fiction, aventure » no 137, 1985
- Logoda's Heads (1939) Publié en français sous le titre Dîner de têtes dans le recueil L'Amulette tibétaine, Paris, NéO, coll. « Fantastique, science-fiction, aventure » no 137, 1985
- Mrs. Elting Does Her Part (1939)
- The Second Print (1939)
- Spawn of the Maelstrom (1939), avec Mark Schorer
- The Vengeance of Ai (1939), avec Mark Schorer
- The Return of Hastur (1939), signé August W. Derleth Publié en français sous le titre Le Retour d'Hastur dans le recueil Le Masque de Cthulhu, Paris, Christian Bourgois, 1972 ; réédition, Paris, J'ai lu no 638, 1976 ; réédition, Paris, Presses Pocket no 2324, 1985 ; réédition, Paris, Pocket no 5313, 1988 ; dans le volume Lovecraft : Œuvres 3, Paris, Robert Laffont, coll. « Bouquins », 1992
- After You, Mr. Henderson (1940)
- Bramwell's Guardian (1940)
- The Sandwin Compact (1940) Publié en français sous le titre Le Pacte des Sandwin dans le recueil Le Masque de Cthulhu, Paris, Christian Bourgois, 1972 ; réédition, Paris, J'ai lu no 638, 1976 ; réédition, Paris, Presses Pocket no 2324, 1985 ; réédition, Paris, Pocket no 5313, 1988 ; dans le volume Lovecraft : Œuvres 3, Paris, Robert Laffont, coll. « Bouquins », 1992
- Bright Journey (1940)
- Come to Me! (1941)
- Altimer's Amulet (1941) Publié en français sous le titre L'Amulette tibétaine dans le recueil L'Amulette tibétaine, Paris, NéO, coll. « Fantastique, science-fiction, aventure » no 137, 1985
- Beyond the Threshold (1941) Publié en français sous le titre Au-delà du seuil dans le recueil Légendes du mythe de Cthulhu,  Paris, Christian Bourgois, 1975 ; réédition, Paris, J'ai lu no 1161, 1981, réédition, Paris, Christian Bourgois, 1989 ; réédition en deux volumes, Paris, Pocket no 5347 et no 5345, 2007
- Compliments of Spectro (1941)
- Ithaqua (1941)
- Here, Daemos! (1942)
- Lansing's Luxury (1942)
- Mrs. Corter Makes Up Her Mind (1942)
- Headlines for Tod Shayne (1942), signé August W. Derleth
- Mr. Ames' Devil (1942), signé August W. Derleth
- Baynter's Imp (1943)
- McElwin's Glass (1943)
- No Light for Uncle Henry (1943)
- A Thin Gentleman avec Gloves (1943)
- A Wig for Miss DeVore (1943)
- No Light for Uncle Henry (1943), signé August W. Derleth
- The Dweller in Darkness (1944) Publié en français sous le titre L'Habitant de l'ombre dans le recueil Légendes du mythe de Cthulhu, Paris, Bourgois, 1975 ; réédition, Paris, J'ai lu no 1161, 1981 ; réédition dans le volume Lovecraft : Œuvres 1, Paris, Robert Laffont, coll. « Bouquins », 1991
- Lady Macbeth of Pimley Square (1944)
- Pacific 421 (1944)
- The Trail of Cthulhu (1944), aussi titré The House on Curwen Street Publié en français sous le titre La Maison de Curwen Street dans le recueil Le Trace de Cthulhu, Paris, Christian Bourgois, 1974 ; réédition, Paris, J'ai lu no 622, 1975 ; réédition, Paris, Presses Pocket no 5390, 1990 ; réédition dans le volume Lovecraft : Œuvres 3, Paris, Robert Laffont, coll. « Bouquins », 1992
- Carrousel (1945)
- The God-Box (1945)
- The Inverness Cape (1945)
- The Lost Day (1945)
- Mrs. Lannisfree (1945)
- The Watcher from the Sky (1945) Publié en français sous le titre La Vigie céleste dans le recueil Le Trace de Cthulhu, Paris, Christian Bourgois, 1974 ; réédition, Paris, J'ai lu no 622, 1975 ; réédition, Paris, Presses Pocket no 5390, 1990 ; réédition dans le volume Lovecraft : Œuvres 3, Paris, Robert Laffont, coll. « Bouquins », 1992
- A Collector of Stones (1946)
- Pikeman (1946)
- The Occupant of the Crypt (1947), avec Mark Schorer
- Churchyard Yew (1947)
- A Little Knowledge (1948)
- The Lonesome Place (1948)
- Saunder's Little Friend (1948)
- Something in Wood (1948) Publié en français sous le titre Quelque chose en bois, dans le recueil Le Masque de Cthulhu, Paris, Christian Bourgois, 1972 ; réédition, Paris, Presses Pocket no 2324, 1985 ; réédition, Paris, Pocket no 5313, 1990 ; dans le volume Lovecraft : Œuvres 3, Paris, Robert Laffont, coll. « Bouquins », 1992
- The Whippoorwills in the Hills (1948) Publié en français sous le titre Les Engoulevents de la colline dans le recueil Le Masque de Cthulhu, Paris, Christian Bourgois, 1972 ; réédition, Paris, J'ai lu no 638, 1976 ; réédition, Paris, Presses Pocket no 2324, 1985 ; réédition, Paris, Pocket no 5313, 1988 ; dans le volume Lovecraft : Œuvres 3, Paris, Robert Laffont, coll. « Bouquins », 1992
- Kingsridge 214 (1949)
- The Slayers and the Slain (1949)
- The Testament of Claiborne Boyd (1949), aussi titré The Gorge Beyond Salapunco Publié en français sous le titre La Gorge au-delà de Salapunco dans le recueil Le Trace de Cthulhu, Paris, Christian Bourgois, 1974 ; réédition, Paris, J'ai lu no 622, 1975 ; réédition, Paris, Presses Pocket no 5390, 1990 ; réédition dans le volume Lovecraft : Œuvres 3, Paris, Robert Laffont, coll. « Bouquins », 1992
- Twilight Play (1949)
- The Closing Door (1950)
- The Fifth Child (1950)
- The Island Out of Space (1950)
- The Ormolu Clock (1950)
- Potts' Triumph (1950)
- A Room in a House (1950)
- The Keeper of the Key (1951) Publié en français sous le titre Le Gardien de la clé dans le recueil Le Trace de Cthulhu, Paris, Christian Bourgois, 1974 ; réédition, Paris, J'ai lu no 622, 1975 ; réédition, Paris, Presses Pocket no 5390, 1990 ; réédition dans le volume Lovecraft : Œuvres 3, Paris, Robert Laffont, coll. « Bouquins », 1992
- A Knocking in the Wall (1951)
- The Man Who Rode the Saucer (1951)
- The Other Side of the Wall (1951)
- Something from Out There (1951)
- Who Shall I Say is Calling? (1952)
- The Black Island (1952) Publié en français sous le titre L'Île noire dans le recueil Le Trace de Cthulhu, Paris, Christian Bourgois, 1974 ; réédition, Paris, J'ai lu no 622, 1975 ; réédition, Paris, Presses Pocket no 5390, 1990 ; réédition dans le volume Lovecraft : Œuvres 3, Paris, Robert Laffont, coll. « Bouquins », 1992
- The Lost Path (1952)
- McIlvaine's Star (1952)
- The Night Road (1952)
- The Place of Desolation (1952)
- Sexton, Sexton, in the Wall (1953)
- The Adventure of the Snitch in Time (1953), avec Mack Reynolds
- Century Jumper (1953)
- A Corner for Lucia (1953)
- The Detective and the Senator (1953)
- The Disc Recorder (1953)
- The Ebony Stick (1953)
- The House in the Valley (1953) Publié en français sous le titre La Maison dans la vallée, dans le recueil Le Masque de Cthulhu, Paris, Christian Bourgois, 1972 ; réédition, Paris, Presses Pocket no 2324, 1985 ; réédition, Paris, Pocket no 5313, 1990 ; dans le volume Lovecraft : Œuvres 3, Paris, Robert Laffont, coll. « Bouquins », 1992
- Invaders from the Microcosm (1953)
- The Maugham Obsession (1953)
- A Traveler in Time (1953)
- Mark VII (1954)
- The Mechanical House (1954)
- The Penfield Misadventure (1954)
- The Place in the Woods (1954)
- The Remarkable Dingdong (1954)
- The Survivor (1954), avec H.P. Lovecraft Publié en français sous le titre Le Survivant dans le recueil L'Ombre venue de l'espace : et autres contes, Paris, Christian Bourgois, 1971 ; réédition, Paris, J'ai lu no 821, 1978 ; nouvelle édition, Paris, Christian Bourgois, 1983 ; réédition, Paris, Presses Pocket no 5330, 1989 ; dans le volume Lovecraft : Œuvres 3, Paris, Robert Laffont, coll. « Bouquins », 1992
- Thinker, Mark VII (1954)
- The Adventure of the Ball of Nostradamus (1955), avec Mack Reynolds Publié en français sous le titre L'Aventure de la boule de Nostradamus, dans le recueil Fiction, tome 5, Lyon, Les Moutons électriques, coll. « Fiction » no 5, 2007
- The Dark Boy (1956) Publié en français sous le titre Le Petit Garçon perdu dans le recueil L'Amulette tibétaine, Paris, NéO, coll. « Fantastique, science-fiction, aventure » no 137, 1985
- The Adventure of the Trained Cormorant (1956) Publié en français sous le titre L'Aventure du cormoran dressé, dans le recueil Enquêtes de Solar Pons, Lyon, Les Moutons électriques, coll. « La Bibliothèque voltaïque » no 18, 2011
- The Adventure of the Triple Kent (1957) Publié en français sous le titre L'Aventure du brelan du Kent, dans le recueil Enquêtes de Solar Pons, Lyon, Les Moutons électriques, coll. « La Bibliothèque voltaïque » no 18, 2011
- The Ancestor (1957) avec H.P. Lovecraft Publié en français sous le titre L'Ancêtre dans le recueil L'Ombre venue de l'espace : et autres contes, Paris, Christian Bourgois, 1971 ; réédition, Paris, J'ai lu no 821, 1978 ; nouvelle édition, Paris, Christian Bourgois, 1983 ; réédition, Paris, Presses Pocket no 5330, 1989 ; dans le volume Lovecraft : Œuvres 3, Paris, Robert Laffont, coll. « Bouquins », 1992
- Wentworth's Day (1957) Publié en français sous le titre Le Jour à Wentworth dans le recueil L'Ombre venue de l'espace : et autres contes, Paris, Christian Bourgois, 1971 ; réédition, Paris, J'ai lu no 821, 1978 ; nouvelle édition, Paris, Christian Bourgois, 1983 ; réédition, Paris, Presses Pocket no 5330, 1989 ; dans le volume Lovecraft : Œuvres 3, Paris, Robert Laffont, coll. « Bouquins », 1992
- The Lamp of Alhazred (1957), avec H.P. Lovecraft Publié en français sous le titre La Lampe d'Alhazred dans le recueil L'Ombre venue de l'espace : et autres contes, Paris, Christian Bourgois, 1971 ; réédition, Paris, J'ai lu no 821, 1978 ; nouvelle édition, Paris, Christian Bourgois, 1983 ; réédition, Paris, Presses Pocket no 5330, 1989 ; dans le volume Lovecraft : Œuvres 3, Paris, Robert Laffont, coll. « Bouquins », 1992
- The Martian Artifact (1957)
- The Shadow Out of Space (1957) Publié en français sous le titre L'Ombre venue de l'espace dans le recueil L'Ombre venue de l'espace : et autres contes, Paris, Christian Bourgois, 1971 ; réédition, Paris, J'ai lu no 821, 1978 ; nouvelle édition, Paris, Christian Bourgois, 1983 ; réédition, Paris, Presses Pocket no 5330, 1989 ; dans le volume Lovecraft : Œuvres 3, Paris, Robert Laffont, coll. « Bouquins », 1992
- The Gable Window (1957) Publié en français sous le titre La Fenêtre à pignon dans le recueil L'Ombre venue de l'espace : et autres contes, Paris, Christian Bourgois, 1971 ; réédition, Paris, J'ai lu no 821, 1978 ; nouvelle édition, Paris, Christian Bourgois, 1983 ; réédition, Paris, Presses Pocket no 5330, 1989 ; dans le volume Lovecraft : Œuvres 3, Paris, Robert Laffont, coll. « Bouquins », 1992
- The Peabody Heritage (1957), avec H.P. Lovecraft Publié en français sous le titre L'Héritage Peabody, dans le recueil L'Ombre venue de l'espace : et autres contes, Paris, Christian Bourgois, 1971 ; réédition, Paris, J'ai lu no 821, 1978 ; nouvelle édition, Paris, Christian Bourgois, 1983 ; réédition, Paris, Presses Pocket no 5330, 1989 ; réédition dans le volume Lovecraft : Œuvres 3, Paris, Robert Laffont, coll. « Bouquins », 1992
- The Seal of R'lyeh (1957) Publié en français sous le titre Le Sceau de R'lyeh dans le recueil Le Masque de Cthulhu, Paris, Christian Bourgois, 1972 ; réédition, Paris, J'ai lu no 638, 1976 ; réédition, Paris, Presses Pocket no 2324, 1985 ; réédition, Paris, Pocket no 5313, 1988 ; dans le volume Lovecraft : Œuvres 3, Paris, Robert Laffont, coll. « Bouquins », 1992
- The House on the Mound (1958)
- The Adventure of the Remarkable Worm (1958) Publié en français sous le titre L'Aventure de l'incroyable ver, dans le recueil Enquêtes de Solar Pons, Lyon, Les Moutons électriques, coll. « La Bibliothèque voltaïque » no 18, 2011
- Halloween for Mr. Faulkner (1959)
- The Fisherman of Falcon Point (1959) Publié en français sous le titre Le Pêcheur du Falcon Point dans le volume Lovecraft : Œuvres 3, Paris, Robert Laffont, coll. « Bouquins », 1992
- Lovecraft and "The Pacer (excerpt) (1959)
- The Shuttered Room (1959), avec H.P. Lovecraft Publié en français sous le titre La Chambre aux volets clos, dans le recueil L'Amulette tibétaine, Paris, NéO, coll. « Fantastique, science-fiction, aventure » no 137, 1985 ; réédition sous le titre La Chambre condamnée dans le volume Lovecraft : Œuvres 3, Paris, Robert Laffont, coll. « Bouquins », 1992
- The Adventure of the Hats of M. Dulac (1961) Publié en français sous le titre L'Aventure des chapeaux de M. Dulac, dans le recueil Enquêtes de Solar Pons, Lyon, Les Moutons électriques, coll. « La Bibliothèque voltaïque » no 18, 2011
- The Adventure of the Praed Street Irregulars (1961) Publié en français sous le titre L'Aventure des Irréguliers de Praed Street, dans le recueil Enquêtes de Solar Pons, Lyon, Les Moutons électriques, coll. « La Bibliothèque voltaïque » no 18, 2011
- Witches' Hollow (1962), avec H.P. Lovecraft Publié en français sous le titre Le Trou des sorcières dans le volume Lovecraft : Œuvres 3, Paris, Robert Laffont, coll. « Bouquins », 1992
- The Adventure of the Haunted Library (1963) Publié en français sous le titre L'Aventure de la bibliothèque hantée, dans le recueil Enquêtes de Solar Pons, Lyon, Les Moutons électriques, coll. « La Bibliothèque voltaïque » no 18, 2011
- The Adventure of the Orient Express (1964) Publié en français sous le titre L'Aventure de l'Orient-Express, dans le recueil Les Nouvelles Vies d'Hercule Poirot, Lyon, Les Moutons électriques, coll. « La Bibliothèque rouge » no 3, 2006
- The Adventure of the Intarsia Box (1964)
- The Shadow in the Attic (1964) Publié en français sous le titre L'Ombre dans la mansarde dans le volume Lovecraft : Œuvres 3, Paris, Robert Laffont, coll. « Bouquins », 1992
- The Patchwork Quilt (1964) Publié en français sous le titre La Couverture à damier dans le recueil L'Amulette tibétaine, Paris, NéO, coll. « Fantastique, science-fiction, aventure » no 137, 1985
- By Rocket to the Moon (1965)
- The Dark Brotherhood (1966), avec H.P. Lovecraft Publié en français sous le titre Les Frères de la nuit dans le volume Lovecraft : Œuvres 3, Paris, Robert Laffont, coll. « Bouquins », 1992
- Ferguson's Capsules (1966)
- The Horror from the Middle Span (1967), avec H.P. Lovecraft Publié en français sous le titre L'Horreur de l'Arche centrale dans le volume Lovecraft : Œuvres 3, Paris, Robert Laffont, coll. « Bouquins », 1992
- Ghost Lake (1971) Publié en français sous le titre La Charmille hantée dans le recueil Le Fantôme du lac, Paris, NéO, coll. « Fantastique, science-fiction, aventure » no 185, 1987
- The House in the Oaks (1971) avec Robert E. Howard
- Innsmouth Clay (1971), avec H.P. Lovecraft Publié en français sous le titre L'Argile bleue d'Innsmouth dans le volume Lovecraft : Œuvres 3, Paris, Robert Laffont, coll. « Bouquins », 1992
- The Figure with the Scythe (1973), avec Mark Schorer
- The Watchers Out of Time (1974), avec H.P. Lovecraft Publié en français sous le titre Les Veilleurs hors du temps dans le volume Lovecraft : Œuvres 3, Paris, Robert Laffont, coll. « Bouquins », 1992
- An Eye for History (1975)
- Protoplasma (1975)

### Nouvelles signées Stephen Grendon
- The Drifting Snow (1939) Publié en français sous la signature August Derleth et sous le titre Tourbillons de neige dans le recueil L'Amulette tibétaine, Paris, NéO, coll. « Fantastique, science-fiction, aventure » no 137, 1985
- A Gentleman from Prague (1944) Publié en français sous la signature August Derleth et sous le titre L'inconnu de Prague dans le recueil Le Fantôme du lac, Paris, NéO, coll. « Fantastique, science-fiction, aventure » no 185, 1987
- Alannah (1945) Publié en français sous la signature August Derleth et sous le titre Alannah dans le recueil Le Fantôme du lac, Paris, NéO, coll. « Fantastique, science-fiction, aventure » no 185, 1987
- Dead Man's Shoes (1946)
- Bishop's Gambit (1947)
- The Extra Passenger (1947)
- The Ghost Walk (1947) Publié en français sous la signature August Derleth et sous le titre Le Fantôme du lac dans le recueil Le Fantôme du lac, Paris, NéO, coll. « Fantastique, science-fiction, aventure » no 185, 1987
- Mr. George (1947) Publié en français sous la signature August Derleth et sous le titre Monsieur Georges dans le recueil Le Fantôme du lac, Paris, NéO, coll. « Fantastique, science-fiction, aventure » no 185, 1987
- Parrington's Pool (1947)
- Blessed Are the Meek (1948)
- Mara (1948) Publié en français sous la signature August Derleth et sous le titre Mara dans le recueil Le Fantôme du lac, Paris, NéO, coll. « Fantastique, science-fiction, aventure » no 185, 1987
- The Night Train to Lost Valley (1948)
- The Tsantsa in the Parlor (1948) Publié en français sous la signature August Derleth et sous le titre La Tête sur la cheminée dans le recueil Le Fantôme du lac, Paris, NéO, coll. « Fantastique, science-fiction, aventure » no 185, 1987
- The Wind in the Lilacs (1948) Publié en français sous la signature August Derleth et sous le titre Vent dans les lilacs dans le recueil Le Fantôme du lac, Paris, NéO, coll. « Fantastique, science-fiction, aventure » no 185, 1987
- Balu (1949)
- The Blue Spectacles (1949) Publié en français sous la signature August Derleth et sous le titre Les Lunettes bleues dans le recueil Le Fantôme du lac, Paris, NéO, coll. « Fantastique, science-fiction, aventure » no 185, 1987
- Mrs. Manifold (1949) Publié en français sous la signature August Derleth et sous le titre Mme Manifold dans le recueil Le Fantôme du lac, Paris, NéO, coll. « Fantastique, science-fiction, aventure » no 185, 1987
- Open, Sesame! (1949)
- The Song of the Pewee (1949)
- The Man on B-17 (1950)
- Miss Esperson (1962) Publié en français sous la signature August Derleth et sous le titre Mademoiselle Esperson dans le recueil Histoires d'occultisme, Paris, Pocket, coll. « La Grande anthologie du fantastique » no 1461, 1977 ; réédition dans le recueil L'Amulette tibétaine, Paris, NéO, coll. « Fantastique, science-fiction, aventure » no 137, 1985 ; réédition sous le titre Miss Esperson, dans le volume La Grande Anthologie du fantastique, vol. 3, Paris, Omnibus, 1997

### Anthologies
- Who Knocks? (1946)
- The Night Side (1947)
- The Sleeping and the Dead (1947)
- Strange Ports of Call (1948)
- The Other Side of the Moon (1949)
- Beyond Time and Space (1950)
- Far Boundaries (1951)
- The Outer Reaches (1951)
- Beachheads in Space (1952)
- Worlds of Tomorrow (1953)
- Portals of Tomorrow (1954)
- Time to Come (1954)
- Dark Mind, Dark Heart (1962)
- New Worlds for Old (1963)
- The Sleeping and the Dead (abridged) (1963)
- The Time of Infinity (1963)
- The Unquiet Grave (1963)
- From Other Worlds (1964)
- Travellers by Night (1967)
- Tales of the Cthulhu Mythos (1969), avec H. P. Lovecraft, Robert Bloch, Colin Wilson et autres écrivains. Publié en français sous le titre Légendes du mythe de Cthulhu,  Paris, Christian Bourgois, 1975 ; réédition, Paris, J'ai lu no 1161, 1981, réédition, Paris, Christian Bourgois, 1989 ; réédition en deux volumes, Paris, Pocket no 5347 et no 5345, 2007
- Dark Things (1971)
- The Lurker at the Threshold (1971) avec H.P. Lovecraft Publié en français sous le titre Le Rôdeur devant le seuil, Paris, Christian Bourgois, 1971 ; réédition, Paris, J'ai lu no 471, 1973 ; nouvelle édition, Paris, Christian Bourgois, 1983 ; réédition, Paris, Presses Pocket no 5303, 1988
- New Horizons: Yesterday's Portraits of Tomorrow (1998)

### Recueils de nouvelles
- Not Long for This World (1948)
- The Survivor and Other Stories (1957) avec H.P. Lovecraft Publié en français sous le titre L'Ombre venue de l'espace : et autres contes, Paris, Christian Bourgois, 1971 ; réédition, Paris, J'ai lu no 821, 1978 ; nouvelle édition, Paris, Christian Bourgois, 1983 ; réédition, Paris, Presses Pocket no 5330, 1989
- The Mask of Cthulhu (1958) Publié en français sous le titre Le Masque de Cthulhu, Paris, Christian Bourgois, 1972 ; réédition, Paris, Presses Pocket no 2324, 1985 ; réédition, Paris, Pocket no 5313, 1990
- The Trail of Cthulhu (1962) Publié en français sous le titre Le Trace de Cthulhu, Paris, Christian Bourgois, 1974 ; réédition, Paris, J'ai lu no 622, 1975 ; réédition, Paris, Presses Pocket no 5390, 1990
- The Watchers Out of Time and Others (1974) avec H.P. Lovecraft
- Harrigan's File (1975)

### Recueil de nouvelles signé Stephen Grendon
- Mr. George and Other Odd Persons (1963)

### Poésie
- Incubus (1934)
- Omega (1934)
- To a Spaceship (1934)
- Man and the Cosmos (1935)
- Only Deserted (1937)
- The Shores of Night (1947)
- A Boy's Way (1947), illustrations par Clare Victor Dwiggins)
- Providence: Two Gentlemen Meet at Midnight (1948)
- Jacksnipe Over (1971)
- Something Left Behind (1971)

### Essais et articles
- Introduction (The Mask of Cthulhu) (date inconnue)
- Foreword (Who Knocks?) (1946)
- Foreword (The Night Side) (1947)
- Introduction (The Sleeping and the Dead) (1947)
- Foreword (Not Long for This World) (1948)
- Introduction (Strange Ports of Call) (1948)
- Introduction (The Other Side of the Moon) (1949)
- Introduction (Beyond Time and Space) (1950)
- Foreword (The Outer Reaches) (1951)
- Introduction (The Haunter of the Dark) (1951)
- Introduction (Beachheads in Space) (1952)
- Introduction (Worlds of Tomorrow) (1953)
- Foreword (Time to Come) (1954)
- Introduction (Beachheads in Space) (1954)
- Introduction (Portals of Tomorrow) (1954)
- Introduction (Worlds of Tomorrow) (1955)
- Foreword (Dark Mind, Dark Heart) (1962)
- Foreword (Time to Come) (1963)
- H.P. Lovecraft And His Work (1963)
- Introduction (Mr. George and Other Odd Persons) (1963)
- Introduction (Worlds of Tomorrow) (1963)
- Introduction (Beachheads in Space) (1964)
- Introduction (From Other Worlds) (1964)
- Foreword (The Night Side) (1966)
- Foreword (The Unspeakable People) (1969)
- Clark Ashton Smith: Master of Fantasy (1974) avec Donald Wandrei

### Anthologies en français
(Recueils de nouvelles)
- Huit histoires de Cthulhu, Verviers, Marabout, coll. « Bibliothèque Marabout » no 548, 1975
- L'Horreur dans le musée, Paris, Christian Bourgeois, 1975 ; réédition, Paris, Pocket no 5310, 1995
- L'Amulette tibétaine, Paris, NéO, coll. « Fantastique, science-fiction, aventure » no 137, 1985
- Le Fantôme du lac, Paris, NéO, coll. « Fantastique, science-fiction, aventure » no 185, 1987
- La Chose des ténèbres, Paris, Presses Pocket no 5355, 1990
- Enquêtes de Solar Pons, Lyon, Les moutons électriques, coll. « Bibliothèque voltaïque » no 18, 2011.

### Études et essais
- (en) Lin Carter, « A Day in Derleth Country », Crypt of Cthulhu, Cryptic Publications, no 6,‎ 1982, p. 13-16 (lire en ligne).
- John D. Haefele, August Derleth Redux : The Weird Tale, 1930-1971, H. Harksen Productions, 2010, 88 p. (ISBN 978-87-991767-4-8).
- John D. Haefele, A Look Behind the Derleth Mythos : Origins of the Cthulhu Mythos, LMG Books - The Cimmerian Press, 2014, 2e éd., 510 p. (ISBN 978-1-5005-4398-3, présentation en ligne).
- (en) S.T. Joshi, « Solar Pons Meets Cthulhu », dans Robert M. Price (dir.), The Horror of It All : Encrusted Gems from the "Crypt of Cthulhu", Mercer Island (Washington), Starmont House Inc., 1990 (ISBN 978-1-5574-2122-7), p. 80-85.
- (en) S.T. Joshi, « The Cthulhu Mythos : Lovecraft vs. Derleth », dans S.T. Joshi (dir.), Dissecting Cthulhu : Essays on the Cthulhu Mythos, Lakeland (Floride), Miskatonic River Press, 2011, 280 p. (ISBN 978-0-9821818-7-4, présentation en ligne), p. 43-53.
- (en) S. T. Joshi, The Rise and Fall of the Cthulhu Mythos, Poplar Bluff, Mythos Books LLC, 2008, 324 p. (ISBN 978-0-9789911-8-0)Réédition augmentée : (en) S. T. Joshi, The Rise, Fall, and Rise of the Cthulhu Mythos, New York, Hippocampus Press, 2015, 357 p. (ISBN 978-1-61498-135-0, présentation en ligne).
- (en) Jon S. Mackley, « The Shadow Over Derleth : Disseminating the Mythos in The Trail of Cthulhu », dans David Simmons (dir.), New critical essays on H. P. Lovecraft, New York, Palgrave Macmillan, 2013, XVI-259 p. (ISBN 9781137332240 et 1137332247), p. 119-134.
- (en) Robert M. Price, « The Lovecraft-Derleth Connection », Crypt of Cthulhu, West Warwick, Necronomicon Press, no 6,‎ 1982, p. 3-8 (lire en ligne).
- (en) Robert M. Price, « August Derleth : Myth Maker », Crypt of Cthulhu, Bloomfield, Cryptic Publications, vol. 1, no 6 « August Derleth Issue »,‎ fête de la saint-jean 1982, p. 17-18 (lire en ligne).
- (en) Robert M. Price, « Legacy of the Lurker », Crypt of Cthulhu, Cryptic Publications, no 6,‎ 1982, p. 19-23 (lire en ligne).
- (en) Robert M. Price, « An Interview with Richard L. Tierney », Crypt of Cthulhu, Cryptic Publications, no 24,‎ 1984, p. 48–50 (lire en ligne).
- (en) Robert M. Price, « The Last Vestige of Derleth Mythos », Lovecraft Studies, West Warwick, Necronomicon Press, no 24,‎ printemps 1991, p. 20-21Repris dans (en) Robert M. Price, « The Last Vestige of Derleth Mythos », dans S.T. Joshi (dir.), Dissecting Cthulhu : Essays on the Cthulhu Mythos, Lakeland (Floride), Miskatonic River Press, 2011, 280 p. (ISBN 978-0-9821818-7-4, présentation en ligne), p. 127-130.
- (en) David E. Schultz, « The Origin of Lovecraft's « Black Magic » Quote », Crypt of Cthulhu, Cryptic Publications, no 48,‎ 1987, p. 9–13Article repris dans (en) David E. Schultz, « The Origin of Lovecraft's "Black Magic" Quote », dans S.T. Joshi (dir.), Dissecting Cthulhu : Essays on the Cthulhu Mythos, Lakeland (Floride), Miskatonic River Press, 2011, 280 p. (ISBN 978-0-9821818-7-4, présentation en ligne), p. 216-223.
- (en) Paul Spencer, « The Shadow Over Derleth », dans Darrel Schweitzer (dir.), Discovering Classic Horror Fiction, vol. I, Gillette (New Jersey), Wildside Press, 1992, 191 p. (ISBN 978-1-587-15002-9), p. 114-119.
- (en) Richard L. Tierney, « The Derleth Mythos », Crypt of Cthulhu, Bloomfield, Cryptic Publications, no 24 (vol. 3, no 8) « Richard L. Tierney Issue »,‎ lammas, 1984, p. 52–53 (lire en ligne)Paru initialement dans (en) Meade Frierson (dir.) et Penny Frierson (dir.), HPL : A Tribute to Howard Phillips Lovecraft, Birmingham, chez les auteurs, 1972, 144 p. (présentation en ligne), p. 53, l'article est repris dans (en) Richard L. Tierney, « The Derleth Mythos », dans S. T. Joshi (dir.), Dissecting Cthulhu : Essays on the Cthulhu Mythos, Lakeland (Floride), Miskatonic River Press, 2011, 280 p. (ISBN 978-0-9821818-7-4, présentation en ligne), p. 10-12.
- (en) Alison M. Wilson, August Derleth : A Bibliography, Metuchen, Scarecrow Press, 1983, XXVI-229 p. (présentation en ligne).